# Antoni Kazimierz Oppenheim
Antoni Kazimierz Oppenheim (Varsovia, 11 de agosto de 1915 - Kensington, 12 de enero de 1992) fue un destacado ingeniero mecánico y profesor de la Universidad de California en Berkeley. Es particularmente conocido por sus estudios de la detonación y el intercambio de calor radiativo entre superficies.

## Vida
Nació en Varsovia (Polonia) 11 de agosto de 1915 y tuvo una educación elevada en casa (donde se le educó en francés) y en la Universidad Politécnica de Varsovia (donde estudió ingeniería aeronáutica). Sin embargo, la Segunda Guerra Mundial llevó a su familia a exiliarse al Reino Unido en 1940 y se alistó en las fuerzas armadas del gobierno polaco en el exilio. Ello no le impidió aprender inglés y doctorarse por la Universidad de Londres en 1945.
Tras la guerra comenzó su actividad académica como profesor en Londres, donde participó en la construcción del primer túnel de viento supersónico y en el rediseño de motores de avión para la Royal Air Force. Se interesó por los pulsorreactores y la problemática de la combustión de un flujo pulsante a tales velocidades, llegando a contactar en la posguerra como enviado británico con los antiguos científicos de la Alemania nazi que lo habían implementado.
En 1948, se unió a la Universidad de Stanford en los Estados Unidos como profesor de Ingeniería Mecánica. Tuvo una larga y reconocida carrera, ganando diversos honores por sus estudios de la combustión, los fenómenos de detonación en flujos a altas velocidades y el intercambio de calor. Ganó la Medalla Dionizy Smolenski, menciones a la excelencia en Berkeley y recibió varios doctorados honoríficos. Fue miembro entre otros de la Academia de las Ciencias de Polonia y de la Asociación Americana de Ingeniería Mecánica.

## Trabajo
Es particularmente conocido por haber desarrollado el método que introdujo G. Poljak para modelar mediante elementos resistivos el intercambio de calor por radiación. En él, mediante una analogía eléctrica y el concepto de radiosidad, se puede obtener los flujos de calor totales entre superficies para obtener las temperaturas que alcanzan los componentes.
También es particularmente conocido por sus estudios de la combustión en flujos supersónicos.